# Franz Werner Schäfer
Franz Werner Schäfer (* 10. März 1921 in Birsfelden, Schweiz; † 14. Juli 2016 in Zürich) war ein Schweizer Geistlicher und Bischof der Evangelisch-methodistischen Kirche. Er leitete von 1965 bis 1989 die Zentralkonferenz Mittel- und Südeuropa.

## Leben
Er wurde 1965 an einer außerordentlichen Zentralkonferenz auf sechs Jahre zum Nachfolger des plötzlich im Amt verstorbenen Ferdinand Sigg als Bischof der Zentralkonferenz Mittel- und Südeuropa der Methodist Church gewählt. 1972 wurde er einstimmig zum Bischof auf Lebenszeit gewählt.
Seine ersten Amtsjahre waren geprägt von den Vereinigungsverhandlungen zwischen der Evangelischen Gemeinschaft und der Methodist Church, die 1968 mit der Gründung der Evangelisch-methodistischen Kirche beendet wurden. In der Schweiz bedeutete das konkret, dass die Schweiz-Konferenz der Evangelischen Gemeinschaft in den Genfer Sprengel eingegliedert wurde. Franz Schäfer blieb Bischof der vereinigten Kirche.
1989 trat Franz Schäfer aus Altersgründen zurück. Zu seinem Nachfolger wurde Heinrich Bolleter gewählt.
Franz Schäfer war auch in der Ökumene engagiert. So nahm er 1972 und 1973 an Gesprächen zwischen den methodistischen Kirchen und der römisch-katholischen Kirche teil.

## Werke
- Bekenntnis und Freiheit in der Kirche: ein Beitrag zum Selbstverständnis der Evangelisch-Methodistischen Kirche im Gespräch mit den Konfessionskirchen, 1978, ISBN 3-85628-000-6
- Kirche unterwegs : Bischofsbotschaften in einer sich verändernden Welt, 1989, ISBN 3-85706-256-8